# 明日に架ける橋 (アルバム)
『明日に架ける橋』（原題： Bridge over Troubled Water）は、サイモン&ガーファンクルが1970年に発表したアルバム。通算5作目のスタジオ・アルバムで、グラミー賞最優秀アルバム賞を受賞。本作を最後に、サイモン&ガーファンクルは事実上解散する。

## 解説
ポール・サイモンもアート・ガーファンクルも東欧のユダヤ人がニューヨークへ移民した家系で、両者とも敬虔なユダヤ教徒であったという記録はないが、この歌の題名と主題はゴスペル・シンガーのクロード・ジーター（Claude Jeter）が作った「水の中を通る時も、わたしはあなたと共にいる。」（『旧約聖書』イザヤ書43章2節）という一節がインスピレーションを与えたと、音楽批評家のアンソニー・ヘイルバット（Anthony Heilbut）は言い、両者は後にジーターへ多額のチェックを贈って支払ったという。
1969年、ガーファンクルは映画『キャッチ22』（監督：マイク・ニコルズ）出演のため多忙となり、アルバムのデモ・レコーディングでは、ガーファンクルが不在のことも多かった。アルバム収録曲「ニューヨークの少年」の歌詞は、サイモンがガーファンクルに向けて送ったメッセージとなっている。映画の撮影が終わると、ガーファンクルもレコーディングに合流するが、2人は対立することが多くなった。
アルバムは、1969年前半に全米7位のシングル・ヒットとなっていた「ボクサー」、ロス・インカスの演奏に歌をつけた「コンドルは飛んで行く」、ライヴ録音によるエヴァリー・ブラザーズのカヴァー「バイ・バイ・ラブ」も含む11曲入りとなり、当時のアウトテイクのうち、「木の葉は落ちて」のデモ・ヴァージョンは、2001年に本作がリマスターされた際にボーナス・トラックとして収録された。
1970年1月に本作がリリースされると、多くの国のヒット・チャートで1位を獲得。本国アメリカでは、10週に渡ってBillboard Pop Albumsで1位となった。イギリスでは初登場時から13週連続で1位を獲得し、その後も何度か返り咲いて、通算33週に渡って1位を獲得するほどの大ヒットとなった。日本でも、翌1971年2月1日から7週連続で、オリコンLPチャートの1位となった。また、シングル「明日に架ける橋」も全米・全英1位を獲得した。
しかし、同1970年7月18日のフォレスト・ヒルズ・スタジウム (Forest Hills Stadium) でのライヴを最後に、サイモン&ガーファンクルは活動を事実上停止した。1971年にはグラミー賞授賞式に2人揃って出席し、その後度々再結成もされているが、デュオ名義でのスタジオ・レコーディングは、1975年のシングル「マイ・リトル・タウン」と2004年発表の「シチズン・オブ・ザ・プラネット」のみで、1983年に制作されていた再結成アルバムは完成せずにサイモンのソロ・アルバム『ハーツ・アンド・ボーンズ』として発表され、2014年8月現在、本作に続くオリジナル・アルバムは発表されていない。ただし、サイモンは度々アートのソロ・アルバムにゲスト参加している。

### 邦題について
本作発売に先行して、『明日に架ける橋』がシングルカットされることとなり、発売元のCBSソニーのディレクターだった石川博明が邦題を決定した。ただし、当時は"Troubled water"（荒れる水）の意味が解らず、歌詞全体を見て「明日」というキーワードを思いつき、サビの歌詞に当てはめてタイトルを作った。その経緯については、2011年リマスター盤日本語版のブックレットに書かれている。

## 評価
グラミー賞では、本アルバムが最優秀アルバム賞と最優秀録音賞を獲得し、シングル「明日に架ける橋」での受賞も含めると、6部門の受賞となった。『ローリング・ストーン』誌が2003年に選出したオールタイム・グレイテスト・アルバム500では51位。

## 収録曲
特記なき楽曲はポール・サイモン作詞・作曲。
Side 1
1. 明日に架ける橋 - Bridge Over Troubled Water - 4:52
2. コンドルは飛んで行く - El Condor Pasa (Daniel Alomía Robles, English lyrics by Paul Simon) - 3:06
3. いとしのセシリア - Cecilia - 2:55
4. キープ・ザ・カスタマー・サティスファイド (ご機嫌いかが) - Keep the Customer Satisfied - 2:33
5. フランク・ロイド・ライトに捧げる歌 - So Long, Frank Lloyd Wright - 3:41

Side 2
1. ボクサー - The Boxer - 5:08
2. ベイビー・ドライバー - Baby Driver - 3:14
3. ニューヨークの少年 - The Only Living Boy in New York - 3:58
4. 手紙が欲しい - Why Don't You Write Me - 2:45
5. バイ・バイ・ラブ - Bye Bye Love (Felice Bryant, Boudleaux Bryant) - 2:55
6. ソング・フォー・ジ・アスキング - Song for the Asking - 1:49

### 2001年リマスター盤ボーナス・トラック
1. 木の葉は落ちて (デモ) - Feuilles-O [Demo] (Traditional) - 1:45
2. 明日に架ける橋 (デモ テイク6) - Bridge over Troubled Water [Demo Take 6] - 4:46

## 参加ミュージシャン
- ポール・サイモン - ボーカル、ギター
- アート・ガーファンクル - ボーカル
- ラリー・ネクテル - ピアノ、キーボード
- ジョー・オズボーン - ベース
- ハル・ブレイン - ドラムス
- フレッド・カーター・ジュニア - ギター
- ピート・ドレイク - スティール・ギター、ドブロ・ギター
- ロス・インカス – 民族楽器 (A2)
- ジミー・ハスケル、アーニー・フリーマン - ストリングス・アレンジ